# Marionidrilus inconspicuus
Marionidrilus inconspicuus är en ringmaskart som först beskrevs av Erséus 1979.  Marionidrilus inconspicuus ingår i släktet Marionidrilus och familjen glattmaskar. Inga underarter finns listade i Catalogue of Life.